# رونالد روسون
رونالد روسون (بالإنجليزية: Ronald Rawson)‏ (17 يونيو 1892 – 30 مارس 1952) هو ملاكم من المملكة المتحدة راحل، مثّل بلاده في الألعاب الأولمبية الصيفية 1920.

## روابط خارجية
رونالد روسون على موقع بوكس ريك (الإنجليزية) (registration required)
- رونالد روسون على موقع اللجنة الأولمبية الدولية (الإنجليزية)
- رونالد روسون على موقع أوليمبيديا (الإنجليزية)
- رونالد روسون على موقع اللجنة الأولمبية البريطانية (الإنجليزية)